# Proclossiana nichollae
Proclossiana nichollae är en fjärilsart som beskrevs av Barnes och Benjamin 1926. Proclossiana nichollae ingår i släktet Proclossiana och familjen praktfjärilar. Inga underarter finns listade i Catalogue of Life.